# Bust a Juan Rodríguez Muñiz
L'escultura urbana coneguda pel nom Bust a Juan Rodríguez Muñiz, ubicada al Campo de San Francisco, a la ciutat d'Oviedo, Principat d'Astúries, Espanya, és una de les més d'un centenar que adornen els carrers de l'esmentada ciutat espanyola.
El paisatge urbà d'aquesta ciutat, es veu adornat per obres escultòriques, generalment monuments commemoratius dedicats a personatges d'especial rellevància en un primer moment, i més purament artístiques des de finals del segle xx.
L'escultura, feta de marbre, és obra de Víctor Hevia, i està datada 1927.
Es tracta d'un bust, costejat per un grup d'alumnes de Juan Rodríguez Muñiz (pedagog natural del conceyu o municipi asturià d'Allande que va estudiar Magisteri i va exercir després a Oviedo durant prop de 50 anys) a 1927. L'obra tracta de retre homenatge a tots els mestres particulars que han ajudat a engrandir les mires i els coneixements de tants alumnes al llarg del temps. Víctor Hevia va esculpir aquesta figura sense remuneració, ja que també ell havia estat deixeble de l'homenatjat., Com també ho van ser l'escriptor Ramón Pérez de Ayala o l'alcalde d'Oviedo José María Fernández Ladreda, qui a més va ser un dels promotors del monument.
El bust original va ser objecte d'actes de vandalisme que van fer impossible la seva restauració, raó per la qual va ser substituït per una rèplica en marbre del país, col·locant sobre la peanya en una cerimònia que va tenir lloc el 3 d'abril de 1987. La rèplica es va fer sobre un esbós de Mauro Álvarez, que també va fer la rematada, tot i que l'escultura va ser realitzada per Andrés Rodríguez Costa en un taller de Bonielles.
Al juliol de 1988 es va produir la desaparició del bust, que va reaparèixer més tard al carrer, de manera que es va passar col·locar novament en la seva ubicació corresponent.